# Voltaire (músico)
Aurelio Voltaire Hernández (La Habana, Cuba, 25 de enero de 1967), más conocido como Voltaire, es un músico popular en la escena gótica. Voltaire tomó su nombre del filósofo y ensayista François-Marie Arouet. Voltaire también es un reconocido artista de animación y cómics, y es profesor de artes visuales en la School of Visual Arts (SVA) de Nueva York.

## Nombre
Voltaire eligió su pseudónimo asegurando que Voltaire es su tocayo. Declara en una entrevista a StarVox «he visto entre las hipocresías de la humanidad y las he convertido o comentado en forma de sátira. En esencia, es mejor educar a la gente sobre su entorno haciéndola reír».
Voltaire ha sido cuestionado acerca de su nombre real en múltiples ocasiones, y tiende a no dar muchas respuestas, o a decir que Voltaire es su nombre real o simplemente a evadir esas preguntas.
Otras veces se le ha preguntado acerca del nombre de "Bernie Weinstein" el cual es un personaje muy recurrente en los libros y letras de Voltaire. Bernie aparece como el chico que cambia su nombre a Voltaire en el libro What Is Goth? (¿que es gótico?) y como "el *tonto de la capa" (the fool in the cape) en su canción "The Vampire Club". Así pues, Voltaire ha negado ser o inspirarse él mismo en Bernie Weinstein y ha aclarado que: "Bernie es solo un arquetipo que creo que realmente engloba a todas las personas que he conocido en la escena gótica"
En concordancia con la escuela de artes visuales, donde Voltaire es profesor, su nombre real es Aurelio Voltaire Hernández. En esa escuela también ha sido llamado ocasionalmente en anuarios como "Roy Hernández". Voltaire atribuye "Guitarra acústica y vocales" a Aurelio Voltaire Hernández en el disco Ooky Spooky, confirmando su nombre real.

## Juventud
A los 10 años, Voltaire se inspiró en películas de Ray Harryhausen como Simbad y la princesa (1958) o Jasón y los argonautas (1963) y se lanzó en la técnica de la animación en volumen con una cámara súper 8 y montando recortes de cachos de revistas. Poco después aprendió a hacer modelos de espuma de caucho para hacer sus animaciones. Consiguió su primer trabajo en la animación a los 17 años con Parker Brothers. De niño emigró a Nueva Jersey con su familia. Sobre eso, él asegura que nunca le gustó vivir ahí.
Fue hasta que llegó a la edad adulta que se mudó a Nueva York. Voltaire dice que ama a Nueva York pero que también desearía vivir en Tokio.

## Carrera musical
La música de Voltaire tiene fuertes raíces tanto del folk europeo como de la música gótica. A pesar de eso, muchos oyentes encuentran su música difícil de clasificar. Aunque su música es una evocación de la música folk europea, mucha gente le llama darkwave, pero quizá solo es la etiqueta que se les da a los grupos de Projekt Records. También ha sido vinculada con la palabra cabaret. Con Lexicon Magazine se usó el término "cabaret gótico" haciendo referencia al género dark cabaret. Otro género con el que se le ha asociado es con el new wave, pero Voltaire describe su música de esta forma:
-Música para un universo paralelo donde la electricidad nunca fue inventada y Morrisey es la reina de Inglaterra-
Sus influencias según él son: Rasputina, Morrisey, Tom Waits, Cab Calloway y Danny Elfman.
La primera banda en la que Voltaire tocó fue First Degree donde participó en la secundaria. En esa época era fan de Duran Duran pero después comenzó a escuchar música gótica, bandas muy notables tales como Bauhaus o The Cure, y no fue hasta tiempo después que empezó a involucrarse en la escena gótica.
De adulto, Voltaire formó una banda en la cual incluía violín, chelo, batería y él mismo como vocalista y guitarrista. Dentro de un año firmarían con Projekt Records y para junio de 1998 sacarían su primer álbum llamado The Devil's Bris. Dos años después sacarían su segundo disco titulado Almost Human.
Uno de los hits más populares de Voltaire es BRAINS! para el show de Cartoon Netrwork Las sombrías aventuras de Billy y Mandy en el episodio "La roca del Horror". También escribió The land of dead para la película La gran aventura de Billy y Mandy.
Voltaire es un ávido fan de Star Trek y frecuentemente asiste a convenciones de ciencia ficción.
También lidera el quinteto neoyorquino de new wave The Oddz.
Voltaire interpretó un especial musical para Artix Entertainment en su juego MMO AdventureQuest Worlds, cambiando las letras de algunos de los temas del álbum To the Bottom of the Sea para sus estándares. Más de 32,000 jugadores asistieron y se llevó a cabo a las 8 p. m. del viernes 13 de marzo de 2009.
En 2010 Voltaire estrenó un disco de "Alt Country" titulado Hate Lives in a Small Town. junto con un CD para niños, Spooky Songs for Creepy Kids, con sus canciones para Cartoon Network, AdvetureQuest Worlds y otros temas apropiados para niños.
El 2 de septiembre de 2011, Voltaire saca su octavo disco de estudio: Riding a Black Unicorn Down the Side of an Erupting Volcano While Drinking from a Chalice Filled with the Laughter of Small Children. con participaciones de músicos como la líder de la banda Rasputina, Melora Creager en los cellos, Brian Viglione en la batería, el exbajista de Bauhaus, David J y Franz Nicolay en el acordeón.
El 2 de septiembre de 2012, Voltaire presenta su noveno disco, BiTrektual. Contiene canciones parodiando Star Trek, Star Wars y Doctor Who, y cuenta con colaboraciones de Jason C. Miller, Tim Russ, Garrett Wang y Robert Picardo.
También sacó un compilado de demos, The Cave Canem Demos.
En 2014, su décimo disco, Raised by Bats, salió a la luz. Contrastando con la instrumentación Dark Cabaret de sus discos anteriores, Raised by Bats es más influenciado por el deathrock y el gothic rock, y en él colaboran Ray Toro de My Chemical Romance, Craig Adams de The Mission, Julia Marcell y muchos más.
En 2022 editó The Black Labyrinth. Se trata de un disco doble dedicado a David Bowie, que es, al mismo tiempo, una secuela del film Labyrinth. Varios músicos que grabaron con Bowie participaron como sesionistas en la grabación.

## Miembros de la banda
Aunque muchas veces Voltaire aparece como solista, tiene una banda.
- Voltaire-Voz/Guitarra
- Gregor Kitzis-Violín
- Matthew Goeke-Chelo
- Kiku Collins-Trompeta, Clarinete
- George Grant-Bajo
- Glenn Sorino-Batería
- Stephen Moses-Batería
- Grisha Alexiev-Batería

## Televisión
Tuvo su primera oportunidad con MTV en 1988 creando el clásico MTV-Bosch al estilo de Hyeronimus Bosch. Su tour en stop-motion del horroroso Garden of Earthly Delights ganó importantes premios tales como el Bradcast Design Award.
Además de su trabajo con comerciales, ha hecho cortometrajes y series como Rakthavira y Chi-Chian. Actualmente Chi-Chian es una serie de 14 episodios en stop-motion en la página de internet de Sci-fi Channel. Antes de eso, Chi-Chian era una novela gráfica que solo alcanzó 6 publicaciones hechas por Sirius Entertainment.
Actualmente enseña animación en stop-motion en la Escuela de Artes Visuales de Nueva York, así como animación, dirección y canto.

## Carrera como escritor y artista
Adicionada a Chi-Chian,  Voltaire produjo otra novela gráfica titulada Oh My Goth! (también llamada OMG) donde inicia la historia de él mismo haciendo pequeñas extensiones religiosas inspirado por Jack Chick. Empezó como un folleto de 8 páginas donde era atrapado por las miniones de Satan. Dos publicaciones de Chi-Chian más se produjeron, y Voltaire convenció a Sirius Entertainment de publicar Oh My Goth. Tiempo después se creó una secuela llamada Oh My Goth! Humans Suck!.
No conforme, Voltaire sacó dos series más: What is Goth? y Paint it Black.

## Discografía
- The Devil's Bris (1998) (Projekt Records)
- Almost Human (2000) (Projekt Records)
- Banned on Vulcan (2001) (Projekt Records)
- Boo Hoo (2002) (Projekt Records)
- Then And Again (2004) (Projekt Records)
- Deady Sings! (2004) (Projekt Records)
- Zombie Prostitute... (2006) (Projekt Records)
- Live! (2006) (Independiente)
- Ooky Spooky (2007) (Projekt Records)
- To the botton of the Sea (2008) (Independiente)
- Hate Lives in a Small Town (2010) (Mars Needs Music)
- Spooky songs for creepy kids (2010) (Mars Needs Music)
- Riding a Black Unicorn... (2011) (Mars Needs Music)
- BiTrektual (2012) (Mars Needs Music)
- Cave Canem demos (2012) (Projekt Records)
- Raised by bats (2013) (Projekt Records)
- Heart-Shaped Wound (2017)
- What Are the Oddz? (2019)
- The Black Labyrinth (2020)

## Libros
1. Voltaire (2002). Oh My Goth! Version 2.0. Sirius Entertainment. ISBN 1-57989-047-4
2. Voltaire (2003). Oh My Goth!: Presents the Girlz of Goth!. Sirius Entertainment. ISBN 1-57989-061-X
3. Voltaire, Chris Adams, David Fooden (2003). Chi-Chian: The Roleplaying Game. Aetherco/Dreamcatcher. ISBN 1-929312-03-2
4. Voltaire (2004). Deady the Malevolent Teddy. Sirius Entertainment. ISBN 1-57989-083-0
5. Voltaire (2004). Deady the Terrible Teddy. Sirius Entertainment. ISBN 1-57989-077-6
6. Voltaire (2005). Deady the Evil Teddy. Sirius Entertainment. ISBN 1-57989-081-4
7. Voltaire (2004). What Is Goth? - Music, Makeup, Attitude, Apparel, Dance, and General Skullduggery. Weiser Books. ISBN 1-57863-322-2
8. Voltaire (2005). Paint It Black - A Guide to Gothic Homemaking. Weiser Books. ISBN 1-57863-361-3
9. Voltaire (2007). Deady: Big in Japan. Sirius Entertainment. ISBN 1-57989-085-7
10. Aurelio Voltaire (2013). Call of the Jersey Devil. Spence City. ISBN 1-93939-200-4
11. Aurelio Voltaire (2013 / 2014) The Legend of Candy Claws